# Medina insecta
Medina insecta là một loài ruồi trong họ Tachinidae.